# Galium balearicum
Galium balearicum (лат.) — вид двудольных растений рода Подмаренник (Galium) семейства Мареновые (Rubiaceae). Вид впервые был описан швейцарским ботаником Джоном Исааком Брике в 1908 году.
Синонимичное название — Galium rubrum subsp. balearicum (Briq.) Malag..

## Распространение, описание
Эндемик Балеарских островов (Испания). Встречается только на острове Мальорка, на прибрежных и скалистых участках гор Сьерра-де-Трамонтана и комарки Льевант.
Гемикриптофит. Небольшое травянистое растение с мутовчатым листорасположением. Всё растение в це́лом имеет красноватый оттенок, цветки розовые; своей расцветкой вид заметно отличается от остальных представителей рода Galium. Цветёт в июне—июле.
Число хромосом: 2n = 22.